# Liste der Mitglieder des Landtages des Saarlandes (8. Wahlperiode)

Sitzverteilung während der 8. Legislaturperiode

Der Landtag des Saarlandes für die achte Legislaturperiode wurde am 27. April 1980 auf fünf Jahre gewählt. Die konstituierende Sitzung fand am 23. Mai 1980 statt. Er hatte 51 Sitze, wovon 23 auf die CDU und vier auf die FDP entfielen. Die SPD verfügte bis Dezember 1984 über 24 Sitze, bis der Abgeordnete Peter Lindner aus der Fraktion austrat; er gehörte dem Landtag bis zum Ende der Wahlperiode als fraktionsloser Abgeordneter an.

## Abgeordnete
| Mitglied des Landtages | Lebensdaten | Partei | Wahlkreis   | Bemerkungen                                                              |
| ---------------------- | ----------- | ------ | ----------- | ------------------------------------------------------------------------ |
| Alfred Becker          | 1930–1995   | CDU    | Saarlouis   |                                                                          |
| Franz Becker           | 1930        | CDU    | Saarbrücken |                                                                          |
| Ferdi Behles           | 1929        | CDU    | Saarbrücken | Mandat niedergelegt am 30. September 1983                                |
| Rudi Brück             | 1925–1995   | SPD    | Saarbrücken |                                                                          |
| Berthold Budell        | 1929–2010   | CDU    | Neunkirchen |                                                                          |
| Peter Comperl          | 1942        | FDP    | Neunkirchen | nachgerückt am 18. Januar 1983                                           |
| Lothar Diversy         | 1932–1997   | CDU    | Saarbrücken | Mandat niedergelegt am 31. Mai 1983                                      |
| Günter Diwo            | 1933–2017   | CDU    | Saarlouis   |                                                                          |
| Winfried E. Frank      | 1932–2020   | CDU    | Landesliste |                                                                          |
| Marianne Granz         | 1942        | SPD    | Saarbrücken |                                                                          |
| Hans Groß              | 1925–2000   | CDU    | Neunkirchen |                                                                          |
| Berthold Günther       | 1930–1985   | SPD    | Neunkirchen |                                                                          |
| Kurt Hartz             | 1935–2014   | SPD    | Neunkirchen |                                                                          |
| Wilfried Heidenmann    | 1939–2024   | FDP    | Neunkirchen | Mandat nicht angenommen – 18. Januar 1983                                |
| Edmund Hein            | 1940–2022   | CDU    | Saarlouis   |                                                                          |
| Albrecht Herold        | 1929–2025   | SPD    | Neunkirchen |                                                                          |
| Edwin Hügel            | 1919–1988   | FDP    | Neunkirchen | Mandat niedergelegt am 18. Januar 1983                                   |
| Peter Jacoby           | 1951        | CDU    | Landesliste |                                                                          |
| Josef Jochem           | 1922–2000   | CDU    | Neunkirchen |                                                                          |
| Hans Kasper            | 1939–2023   | SPD    | Saarlouis   |                                                                          |
| Reinhard Klimmt        | 1942        | SPD    | Saarbrücken |                                                                          |
| Reinhold Kopp          | 1949        | SPD    | Landesliste |                                                                          |
| Werner Klumpp          | 1928–2021   | FDP    | Landesliste | Mandat niedergelegt am 14. Juli 1982                                     |
| Georg Krämer           | 1928–2010   | CDU    | Saarbrücken | nachgerückt am 16. April 1983                                            |
| Birgit Küpper          | 1943        | CDU    | Saarbrücken | nachgerückt am 1. Januar 1983                                            |
| Oskar Lafontaine       | 1943        | SPD    | Saarbrücken | Mandat nicht angenommen – 13. Mai 1980                                   |
| Friedel Läpple         | 1938        | SPD    | Landesliste |                                                                          |
| Hans Albert Lauer      | 1942–2021   | SPD    | Landesliste |                                                                          |
| Josef Ley              | 1918–1996   | FDP    | Saarlouis   |                                                                          |
| Peter Lindner          | 1939–1996   | SPD    | Saarbrücken | nachgerückt am 13. Mai 1980; seit 7. Dezember 1984 fraktionslos          |
| Heinrich Mann          | 1927–2020   | FDP    | Saarbrücken |                                                                          |
| Herbert Meder          | 1927        | CDU    | Saarlouis   |                                                                          |
| Gerd Meyer             | 1944        | CDU    | Saarbrücken |                                                                          |
| Maria Müller           | 1927        | CDU    | Saarbrücken | nachgerückt am 1. Juni 1983                                              |
| Albert Muthweiler      | 1930–1994   | SPD    | Neunkirchen |                                                                          |
| Hans Netzer            | 1935        | SPD    | Saarbrücken |                                                                          |
| Brunhilde Peter        | 1925–2014   | SPD    | Landesliste |                                                                          |
| Leo Petry              | 1948        | SPD    | Saarlouis   |                                                                          |
| Helmut Rauber          | 1945        | CDU    | Neunkirchen |                                                                          |
| Jürgen Rischar         | 1944        | SPD    | Saarbrücken |                                                                          |
| Horst Saar             | 1925–1985   | SPD    | Landesliste |                                                                          |
| Günter Sahner          | 1927–2014   | SPD    | Neunkirchen |                                                                          |
| Günther Schacht        | 1929–2012   | CDU    | Landesliste |                                                                          |
| Werner Scherer         | 1928–1985   | CDU    | Neunkirchen |                                                                          |
| Rosemarie Scheurlen    | 1925–2023   | FDP    | Landesliste | Mandat nicht angenommen – 12. Juli 1982                                  |
| Roman Schmit           | 1935–2020   | SPD    | Saarlouis   |                                                                          |
| Leo Stefan Schmitt     | 1952        | SPD    | Saarlouis   |                                                                          |
| Kurt Schoenen          | 1943        | CDU    | Saarlouis   | nachgerückt am 2. Juli 1984                                              |
| Werner Schreiber       | 1941        | CDU    | Saarbrücken | Mandat niedergelegt am 15. April 1983                                    |
| Günther Schwarz        | 1941–2022   | CDU    | Neunkirchen |                                                                          |
| Josef Seiler           | 1948–2023   | CDU    | Saarbrücken | nachgerückt am 1. Oktober 1981; Mandat niedergelegt am 31. Dezember 1982 |
| Wilhelm Silvanus       | 1927–1999   | SPD    | Saarlouis   |                                                                          |
| Peter Springer         | 1938–2022   | SPD    | Neunkirchen |                                                                          |
| Norbert Staab          | 1929        | CDU    | Saarbrücken | Mandat nicht angenommen – 15. April 1983                                 |
| Ludwig Triem           | 1921–1988   | SPD    | Saarbrücken |                                                                          |
| Hans-Georg Wagner      | 1938–2025   | SPD    | Neunkirchen |                                                                          |
| Norbert Wagner         | 1936–1994   | FDP    | Landesliste | nachgerückt am 21. Juli 1982                                             |
| Robert Wagner          | 1928–2014   | CDU    | Neunkirchen |                                                                          |
| Rita Waschbüsch        | 1940        | CDU    | Saarlouis   |                                                                          |
| Rainer Wicklmayr       | 1929–2020   | CDU    | Saarbrücken |                                                                          |
| Alfred Wilhelm         | 1920–2015   | CDU    | Saarlouis   | Mandat niedergelegt am 25. Juni 1984                                     |
| Werner Zeyer           | 1929–2000   | CDU    | Landesliste |                                                                          |